# Pochylec

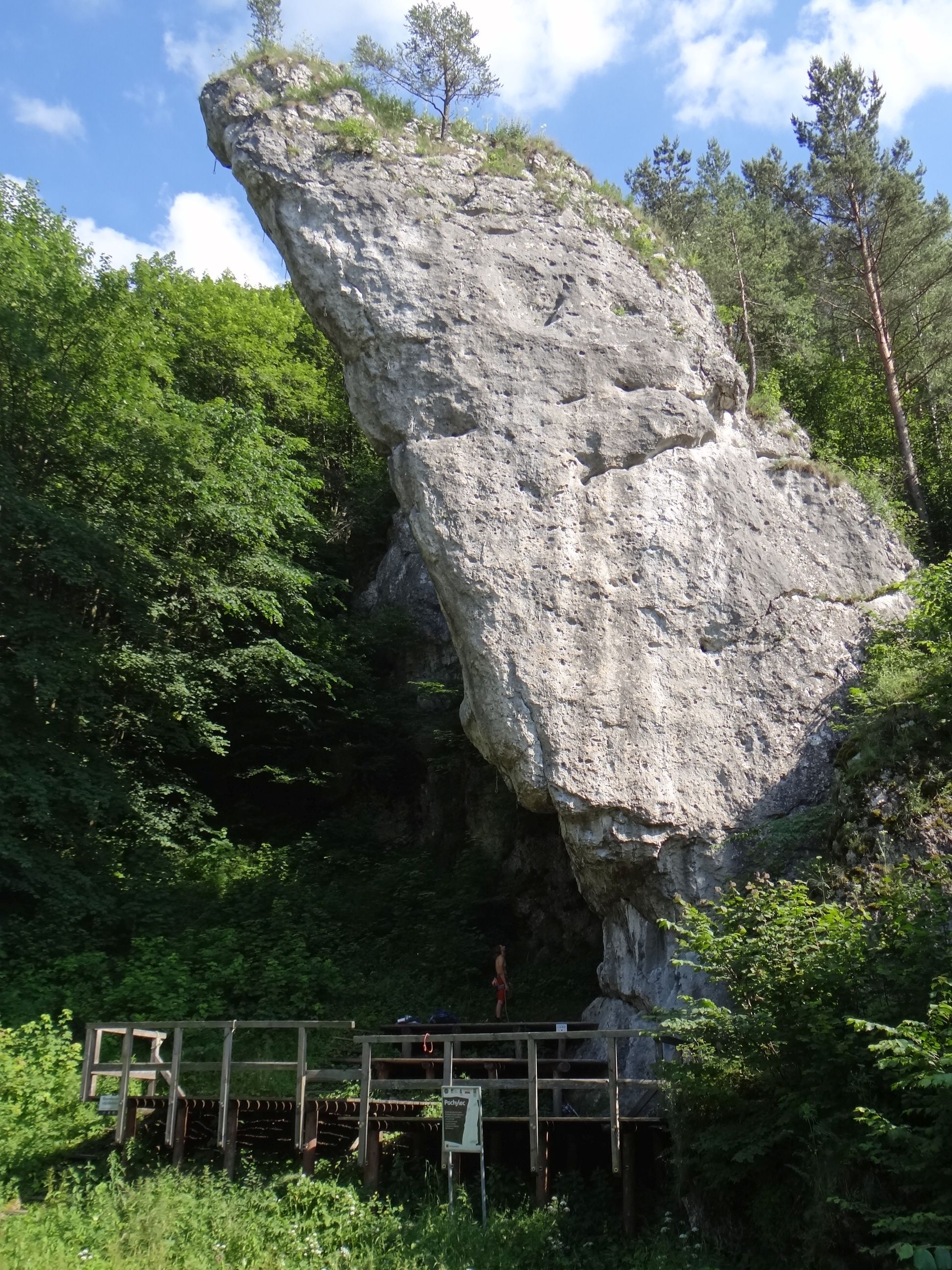

Pochylec – skała na orograficznie lewym zboczu Doliny Prądnika na obszarze Ojcowskiego Parku Narodowego (OPN). Jest jedną z dwóch położonych blisko siebie skał zwanych Pochylcami (druga skała to Pochylec Duży).  Skały te znajdują się przy skrzyżowaniu drogi nr 773 z drogą do Ojcowa. 
Pochylec to w Polsce skała kultowa, jedna z najsłynniejszych skał wspinaczkowych. Wspinaczom udało się dojść do porozumienia z dyrekcją OPN, która udostępniła tę skałę do wspinaczki na określonych warunkach. Miejsce startu do wspinaczki było bardzo niekorzystne, ale w ramach inicjatywy „Nasze Skały" pod Pochylcem skonstruowano specjalną platformę. Ustawiono obok niej toi-toi, dzięki czemu spełnione zostały również standardy higieniczne.
Pochylec to zbudowana z wapienia skalistego turnia o wysokości do 26 m. Ma charakterystyczny kształt – jest silnie przechylona. Większość dróg wspinaczkowych to drogi trudne i bardzo trudne. Skała oświetlona jest tylko wczesnym rankiem, poza tym wspinaczka cały czas odbywa się w cieniu. Wiosną i jesienią po godz. 19 skała jest mokra. Jest popularna wśród wspinaczy skalnych, ale wysoko postawiona poprzeczka trudności powoduje, że raczej nie tworzą się kolejki. P. Wrona o Pochylcu pisze: Na Pochylcu jest też szansa, by podpatrzeć jak wspinają się najlepsi w kraju, co często bywa pouczające. Warto też odwiedzić Pochylec, choćby jeden raz, by ocenić swój rzeczywisty poziom wspinaczkowy.
Na Pochylcu są 22 drogi wspinaczkowe o trudności od VI.I do VI.7 w skali Kurtyki. Wszystkie mają zamontowane stałe punkty asekuracyjne; ringi i stanowiska zjazdowe.

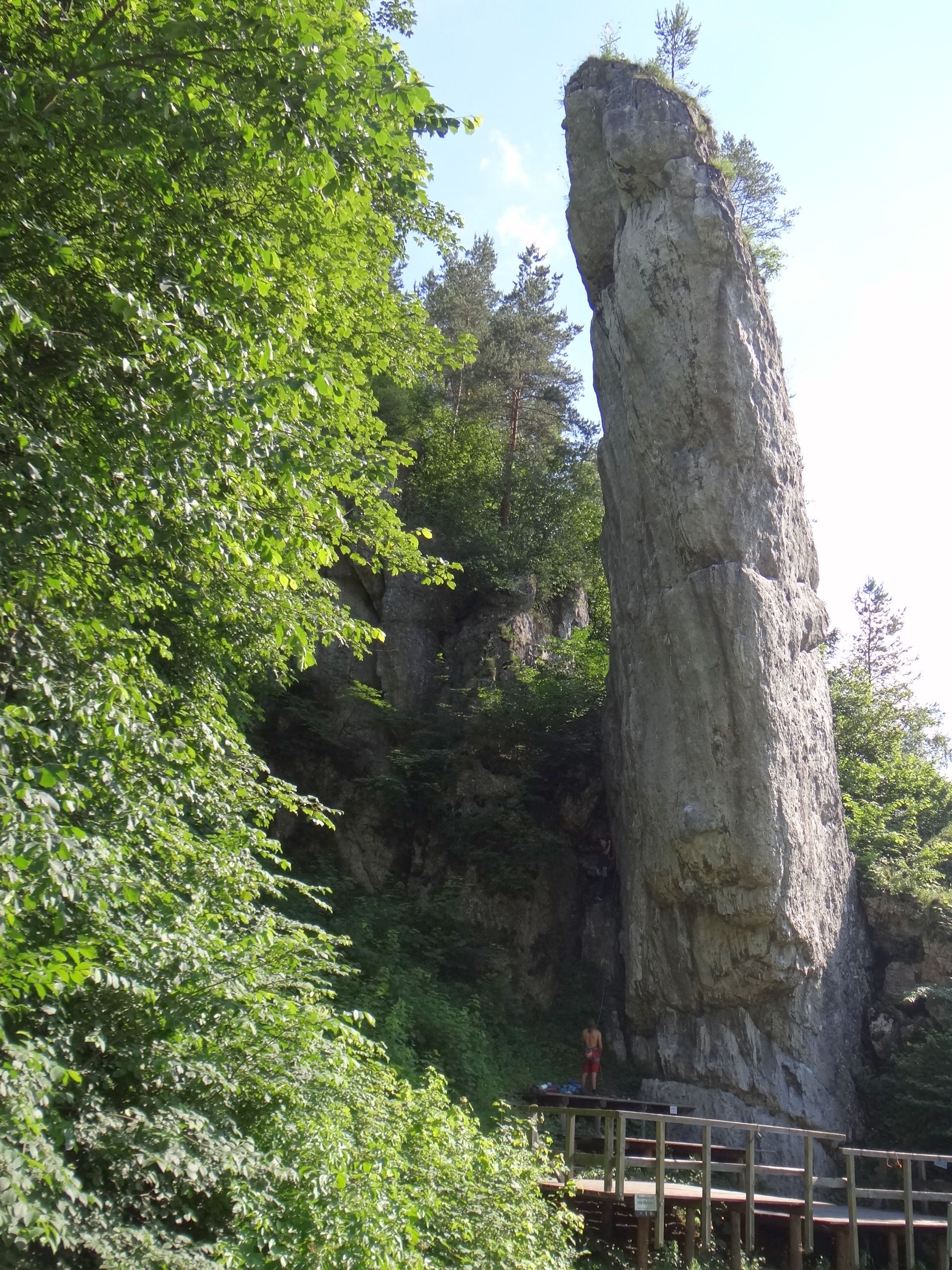

## Drogi wspinaczkowe
1. Krecia robota; VI.1
2. Kocia kołyska; VI.3+
3. Prostowanie odlotu; VI.5+
4. Odlot; VI.4
5. Koci podlotek; VI.3+
6. Odlot małpy; VI.5
7. Port lotniczy; VI.4/4+
8. Power play; VI.7
9. Parówa; VI.7
10. Pierdolony ogranicznik; VI.6
11. Power play; VI.7
12. Shock the monkey; VI.5+/6
13. Karawana jedzie dalej; VI.5
14. Fałszywy prorok; VI.6
15. Ekspozytura szatana; VI.6+
16. Nie dla psa kiełbasa; VI.7
17. Godzilla; VI.6
18. I ty możesz zostać orłem; VI.6/6+
19. Wzlot; VI.5
20. Wzlocik; VI.3
21. Kaszalocik; VI.2[1].